# Glycaspis lactea
Glycaspis lactea är en insektsart som beskrevs av Moore 1961. Glycaspis lactea ingår i släktet Glycaspis och familjen rundbladloppor. Inga underarter finns listade i Catalogue of Life.